# Valor actual net
El valor actual net, també conegut amb les sigles VAN, és un mètode de selecció d'inversions de tipus dinàmic. Per definir el valor actual net, es parteix d'un projecte d'inversió amb la següent estructura:
| -D0 | F1 | F₂ | F₃ | ... | Fn |

On:
- -D0 és el desemborsament inicial
- Fi són els fluxos nets de caixa del projecte

Aleshores, el valor actual net és el resultat de calcular l'operació següent:
{\displaystyle VAN=-D_{0}+{\frac {F_{1}}{(1+i)}}+{\frac {F_{2}}{(1+i)^{2}}}+{\frac {F_{3}}{(1+i)^{3}}}+...+{\frac {F_{n}}{(1+i)^{n}}}}
A la fórmula, i és la taxa d'actualització o de descompte. És un valor donat, que pot ser el tipus d'interès de mercat o el cost d'oportunitat del capital.
El criteri de selecció estableix: 
1. Si un projecte té VAN>0, serà aconsellable realitzar-lo
2. Si un projecte té VAN<0, no serà aconsellable realitzar-lo
3. Si un projecte té VAN=0, serà indiferent realitzar-lo o no

En cas de comparar diferents projectes d'inversió, serà més aconsellable realitzar aquell projecte que tingui un VAN major.

## Avantatges
- És molt senzill d'aplicar, ja que per a calcular-lo es realitzen operacions simples.
- Té en compte el valor del diner en el temps.

## Inconvenients
- Dificultat per a establir el valor de i. A vegades es fan servir els següents criteris.
  - Cost del diner a llarg termini.
  - Taxa de rendibilitat a llarg termini de l'empresa.
  - Cost de capital de l'empresa.
  - Com un valor subjectiu
  - Com un cost d'oportunitat.
- El VAN suposa que els fluxos que surten del projecte es reinverteixen en el projecte el mateix valor K que l'exigit al projecte, el qual pot no ser cert.
- El VAN és el valor present dels fluxos futurs d'efectiu menys el valor present del cost de la inversió.